# Хокеј на трави за жене на Летњим олимпијским играма 1980.
Хокеј на трави у женској конкуренцији први пут је уведен у програм Олимпијских игара на Олимпијским играма у Москви 1980. године. Турнир је одржан о периоду од 25. јула до 31. јула у Малој арени Централног Динамовог стадиона и Стадиону Малих пионира.
На турниру је учествовало 6 репрезентација. Играло се по лига систему (једноструки бод систем) свако са сваким по једну утакмицу. 

## Резултати
| Коло    | Датум, време    | Стадион             | Екипа    | Резултат | Екипа        |
| 1. коло | 11:00, 25. јули | Стад. Малих пионира | Пољска   | 0 - 4    | Зимбабве     |
|         | 12:45           | Стад. Малих пионира | Аустрија | 0 - 2    | Индија       |
|         | 17:00           | Стад. Малих пионира | СССР     | 2 - 0    | Чехословачка |
| 2. коло | 13:00, 27. јули | Стадион Динама      | Индија   | 4 - 0    | Пољска       |
|         | 14,45           | Стадион Динама      | Зимбабве | 2 - 2    | Чехословачка |
|         | 17,00           | Стад. Малих пионира | СССР     | 0 - 2    | Аустрија     |
| 3. коло | 13,00, 28. јули | Стад. Малих пионира | Индија   | 1 - 2    | Чехословачка |
|         | 14:45           | Стад. Малих пионира | Аустрија | 3 - 0    | Пољска       |
|         | 17:00           | Стадион Динама      | СССР     | 0 - 2    | Зимбабве     |
| 4. коло | 13:00, 30. јули | Стадион Динама      | СССР     | 6 - 0    | Пољска       |
|         | 14:45,          | Стадион Динама      | Индија   | 1 - 1    | Зимбабве     |
|         | 17:00,          | Стадион Динама      | Аустрија | 0 - 5    | Чехословачка |
| 5. коло | 10:00, 31. јули | Стад. Малих пионира | Пољска   | 0 - 1    | Чехословачка |
|         | 11:45,          | Стадион Динама      | Аустрија | 1 - 4    | Зимбабве     |
|         | 15,30           | Стадион Динама      | СССР     | 3 - 1    | Индија       |

## Табела и коначан пласман
| Место | Екипа        | ИГ | Д | Н | ИЗ | ГД | ГП | Бод. |
| ----- | ------------ | -- | - | - | -- | -- | -- | ---- |
| 1     | Зимбабве     | 5  | 3 | 2 | 0  | 13 | 4  | 8    |
| 2     | Чехословачка | 5  | 3 | 1 | 1  | 10 | 5  | 7    |
| 3     | СССР         | 5  | 3 | 0 | 2  | 11 | 5  | 6    |
| 4     | Индија       | 5  | 2 | 1 | 2  | 9  | 6  | 5    |
| 5     | Аустрија     | 5  | 2 | 0 | 3  | 6  | 11 | 4    |
| 6     | Пољска       | 5  | 0 | 0 | 5  | 0  | 18 | 0    |

ИГ = Играо утакмица; Д = Добио; Н = Нерешио; ИЗ = Изгубио; ГД = Голова дао; ГП = Голова примио; Бод = Бодови

## Састави екипа победница
| 1. | Зимбабве     | Сара Инглиш, Морин Џорџ, Ен Грант (капитен), Сузан Хагет, Патриша Макилоп, Бренда Филипс, Кристин Принсло, Соња Робертсон, Антеа Стјуарт, Хелен Волк, Линда Вотсон, Елизабет Чејс, Сандра Чик, Џилијан Каули и Патриша Дејвис.                                                                |
| 2  | Чехословачка | Милада Блазкова, Јиржина Чермакова, Јиржина Хајкова, Берта Хруба, Ида Хубачкова, Јиржина Кадлецова, Јармила Краличкова, Јиржина Кризова, Алена Киселицова, Јана Лаходова, Квјетослава Петричкова, Виера Подхањиова, Ивета Шранкова, Марија Сикорова, Марта Урбанова и Ленка Вимазалова.       |
| 3  | СССР         | Валентина Заздравних, Татјана Швиганова, Галина Вјужанина, Татјана Јембахтова, Алина Хам, Натела Красњикова, Надежда Овечкина, Нели Горбјаткова, Јелена Гурјева, Галина Инжуватова, Надежда Филипова, Људмила Фролова, Лидија Глубокова, Лејла Акмерова, Наталија Бузунова и Наталија Бикова. |